# خطا (زبان‌شناسی)
در زبان‌شناسی کاربردی، خطا انحرافی ناخواسته از قواعد طبیعی یک گونه زبانی است که از کسی که زبان دومی را می‌آموزد، سر می‌زند. اینگونه خطاهای زبان‌آموز ناشی از نداشتن دانش در مورد قوانین صحیح گونه زبان مقصد هستند.